# 刘玄炫
刘玄炫（Liu Xuanxuan，2000年6月18日—），中国女子羽毛球运动员。就讀湖南师范大学。

## 簡歷
2017年7月，刘玄炫代表国家队參加印尼雅加達舉行的亞洲青年羽毛球錦標賽，與夏玉婷合作打進女子雙打比賽決賽，以0比2不敵韓國對手，奪得亞軍。同年8月，她們又參加紐西蘭羽毛球黃金大獎賽，打進女子雙打比賽四強。

## 主要比賽成績
只列出曾進入準決賽的國際賽事成績：
| 年份   | 賽事                         | 公開賽級別 | 項目     | 搭檔   | 成績   |
| ------ | ---------------------------- | ---------- | -------- | ------ | ------ |
| 2017年 | 亞洲青年羽毛球錦標賽         | 其他       | 女子雙打 | 夏玉婷 | 亞軍   |
| 2017年 | 紐西蘭羽毛球黃金大獎賽       | 黃金大獎賽 | 女子雙打 | 夏玉婷 | 準決賽 |
| 2017年 | 世界青年羽毛球錦標賽         | 其他       | 混合團體 | －     | 冠軍   |
| 2017年 | 世界青年羽毛球錦標賽         | 其他       | 女子雙打 | 李汶妹 | 季軍   |
| 2017年 | 世界青年羽毛球錦標賽         | 其他       | 混合雙打 | 樊秋月 | 季軍   |
| 2018年 | 中國陵水羽毛球大師賽         | 超級100賽  | 混合雙打 | 郭新娃 | 冠軍   |
| 2018年 | 馬來西亞羽毛球國際挑戰賽     | 國際挑戰賽 | 混合雙打 | 郭新娃 | 準決賽 |
| 2018年 | 亞洲青年羽毛球錦標賽         | 其他       | 混合團體 | －     | 冠軍   |
| 2018年 | 亞洲青年羽毛球錦標賽         | 其他       | 女子雙打 | 夏玉婷 | 季軍   |
| 2018年 | 亞洲青年羽毛球錦標賽         | 其他       | 混合雙打 | 郭新娃 | 冠軍   |
| 2018年 | 世界青年羽毛球錦標賽         | 其他       | 混合團體 | －     | 冠軍   |
| 2018年 | 世界青年羽毛球錦標賽         | 其他       | 女子雙打 | 夏玉婷 | 冠軍   |
| 2019年 | 奧地利羽毛球公開賽           | 國際挑戰賽 | 女子雙打 | 夏玉婷 | 冠軍   |
| 2019年 | 中國陵水羽毛球大師賽         | 超級100賽  | 女子雙打 | 夏玉婷 | 亞軍   |
| 2019年 | 中國陵水羽毛球大師賽         | 超級100賽  | 混合雙打 | 郭新娃 | 亞軍   |
| 2019年 | 新加坡羽毛球公開賽           | 超級500賽  | 女子雙打 | 夏玉婷 | 準決賽 |
| 2019年 | 薩洛盧羽毛球公開賽           | 超級100賽  | 女子雙打 | 夏玉婷 | 冠軍   |
| 2021年 | 蘇迪曼盃                     | 其他       | 混合團體 | －     | 冠軍   |
| 2021年 | 優霸盃                       | 其他       | 女子團體 | －     | 冠軍   |
| 2023年 | 泰國羽毛球大師賽             | 超級300賽  | 女子雙打 | 李汶妹 | 準決賽 |
| 2023年 | 新加坡羽毛球公開賽           | 超級750賽  | 女子雙打 | 李汶妹 | 準決賽 |
| 2023年 | 夏季世界大學運動會羽毛球比賽 | 其他       | 混合團體 | －     | 銀牌   |
| 2023年 | 夏季世界大學運動會羽毛球比賽 | 其他       | 女子雙打 | 李汶妹 | 金牌   |
| 2024年 | 印度羽毛球公開賽             | 超級750賽  | 女子雙打 | 李汶妹 | 準決賽 |

| 2007-2017年 | 首要超級賽 | 超級賽 | 黃金大獎賽 | 大獎賽 | 國際挑戰賽 | 國際系列賽 | 未來系列賽 | 其他 |

| 2018-2026年 | 總決賽 | 超級1000賽 | 超級750賽 | 超級500賽 | 超級300賽 | 超級100賽 | 國際挑戰賽 | 國際系列賽 | 未來系列賽 | 其他 |

### 世界冠軍頭銜
刘玄炫在羽毛球生涯中共奪得2項羽毛球世界冠軍頭銜。
| 賽事     | 奪冠次數 | 年份               |
| -------- | -------- | ------------------ |
| 蘇迪曼盃 | 1        | 2021年（混合團體） |
| 優霸盃   | 1        | 2020年（女子團體） |
| 總計     | 2        |                    |

### 奧運會和世錦賽參賽紀錄
|          | 搭檔   | 2021 | 2022 | 2023 |
| -------- | ------ | ---- | ---- | ---- |
| 女子雙打 | 夏玉婷 | 32強 | 32強 | －   |
| 女子雙打 | 李汶妹 | －   | －   | 16強 |